# 오스카르 우스타리
오스카르 알프레도 우스타리(스페인어: Óscar Alfredo Ustari, 1986년 7월 3일 ~ )는 아르헨티나의 축구 선수이다. 포지션은 골키퍼이며, 현재 파추카 소속이다.
CA 인데펜디엔테에서 선수 경력을 시작했으며, 그는 스페인의 헤타페 CF에서 5년간 활약하였다. 우스타리는 2006년 FIFA 월드컵에도 아르헨티나 축구 국가대표팀으로 뽑혔지만, 출전하지는 않았다. 그리고 2008년 하계 올림픽에도 뽑혀서 3경기를 출전하였으나 네덜란드와의 경기에서 심각한 발 부상을 당하며 8달을 쉬어야 했다.